# Arthur Pfungst

Arthur Pfungst

Arthur Pfungst (Pseudonym: Arthur Cornelius; * 9. März 1864 in Frankfurt am Main; † 3. Oktober 1912 ebenda) war ein deutscher Fabrikant, Verleger, Dichter, Übersetzer, Buddhist und Freidenker. 

## Familie
Arthur Joseph Pfungst kam als Sohn und zweites Kind des Rauchwarenhändlers (Pelzfellhändler) Julius Pfungst und seiner Ehefrau Rosette Bertha Pfungst, geborene Oppenheim, zur Welt. Seine Geschwister waren seine ältere Schwester Marie Eleonore (1862–1943), sein jüngerer Bruder Moritz Julius (* 11. Oktober 1866; † 1894) und seine jüngere Schwester Hedwig Auguste (* 24. Januar 1870).

## Leben
Arthur Joseph Pfungst stieg nach seiner Promotion in Chemie und Mathematik 1886 in das Unternehmen Naxos-Union ein, das er nach dem Tod des Vaters als Mitinhaber leitete. Daneben studierte Pfungst die altindische Literatur und Philosophie und wurde als Übersetzer bzw. Herausgeber zahlreicher grundlegender Werke der buddhistischen Kultur tätig; u. a. übertrug er 1889 die Sutta Nipata Uravagga ins Deutsche und gab 1906 Robert Boxbergers Bhagavadgita mit Sanskrittext und Glossar heraus. Unter dem Pseudonym Arthur Cornelius veröffentlichte er Gedichte, die 1900 ins Italienische, später auch ins Englische und teilweise in die Plansprache Unial Heinrich Molenaars übersetzt wurden. Pfungsts Hauptanliegen aber war die Förderung der antikonfessionellen und freidenkerischen Bewegung, der er mit der ab 1901 erscheinenden Halbmonatsschrift „Das freie Wort“ eine Plattform schuf. Sein dort erscheinender Aufsatz „Der Zusammenschluss der freien Geister“ trug maßgeblich zum Zusammenschluss des Deutschen Monistenbundes, des Freidenkerbundes, des Bundes für weltliche Schule und Unterricht, der Deutschen Gesellschaft für Ethik und Kultur und einiger weiterer Organisationen im Weimarer Kartell bei, das ihn 1911 zum ersten Vorsitzenden wählte. Pfungst war Mitglied der Royal Asiatic Society, Ehrenmitglied der Mahdbodhi Society in Kalkutta und der International Buddhistic Society in Rangoon.
Nach Arthur Pfungsts Tod übernahm seine Schwester, die Frauenrechtlerin Marie Eleonore Pfungst, das Familienunternehmen.

## Werke
- Über die Einwirkung der Nitroethane auf die Chlorhydrine mehrwertiger Alkohole, Dissertation Leipzig 1886
- Das Sutta Nipata, 1889
- Die politische Teilung Afrikas nach den neuesten internationalen Vereinbarungen (1885–1889), 1890
- Neue Gedichte, 1894
- Poesie scelte di Arturo Pfungst, übers. v. L. di San Giusto, 1897
- Ein deutscher Buddhist, 1899
- Der Buddhismus, Eine Darstellung von dem Leben und den Lehren Gautamas des Buddhas, (o. J.)
- Die Religion der Zukunft, Hrsg. Th. Schutze, 1901
- Aus der indischen Kulturwelt, 1904
- G. E. Lessing, Anti-Goeze, 1905
- Poems by Arthur Pfungst, übers. v. E. F. L. Gauss, 1906
- In Yamas Reich, 1909
- Gesammelte Werke, 3 Bde., hrsg. v. F. Angermann, E. Doctor u. Marie Eleonore Pfungst, 1927[1]

## Vorstandsfunktionen
- Weimarer Kartell
- Bund für Weltliche Schule und Moralunterricht

## Mitgliedschaften
- Royal Asiatic Society
- Maha-Bodhi-Society
- International Buddhist Society

## Ehrungen
In Frankfurt am Main wurde die Pfungststraße im Ostend nach ihm benannt. Der Straßenname wurde von den Nationalsozialisten umbenannt und war zwischen 1935 und 1954 abweichend bezeichnet.